# U.S. Route 93 (Arizona)
La U.S. Route 93 o Ruta Federal 93 (abreviada US 93) es una autopista federal ubicada en el estado de Arizona. La autopista inicia en el sur desde la US 60     en Wickenburg hacia el norte en la US 93  en el Puente de la presa Hoover. La autopista tiene una longitud de 322,1 km (200.13 mi).

## Mantenimiento
Al igual que las carreteras estatales, las carreteras interestatales, y el resto de rutas federales, la U.S. Route 93 es administrada y mantenida por el Departamento de Transporte de Arizona por sus siglas en inglés ADOT.

## Cruces
La U.S. Route 93 es atravesada principalmente por la  I 40     en Jacob Lake.